# Oblast Pernik
| Basisdaten          | Basisdaten                  |
| ------------------- | --------------------------- |
| Region:             | Westbulgarien               |
| Verwaltungssitz:    | Pernik                      |
| Fläche:             | 2.390 km²                   |
| Einwohner:          | 111.746 (31. Dezember 2022) |
| Bevölkerungsdichte: | 46,8 Einwohner je km²       |
| NUTS:BG-Code:       | BG414                       |
| Karte               |                             |
| Karte               |                             |

Die Oblast Pernik (bulgarisch Област Перник) ist eine Verwaltungseinheit im Westen Bulgariens nahe der Hauptstadt Sofia. Sie grenzt an Serbien. Die größte Stadt der Region ist das gleichnamige Pernik.

## Bevölkerung
In der Oblast (Bezirk) Pernik leben 111.746 Einwohner auf einer Fläche von 2390 km².

## Städte
| Stadt     | Bulgarischer Name | Einwohner (31. Dezember 2021) |
| --------- | ----------------- | ----------------------------- |
| Pernik    | Перник            | 66.991                        |
| Radomir   | Радомир           | 11.734                        |
| Bresnik   | Брезник           | 3.527                         |
| Tran      | Трън              | 2.176                         |
| Batanowzi | Батановци         | 1.985                         |
| Semen     | Земен             | 1.188                         |